# Eupithecia reducta
Eupithecia reducta là một loài bướm đêm trong họ Geometridae.